# Francescantonio Nolè
Dom Frei Francescantonio Nolè, O.F.M.Conv. (Potenza, 9 de junho de 1948 – Roma, 15 de setembro de 2022) foi um arcebispo católico italiano, desde 15 de maio de 2015 arcebispo de Cosenza-Bisignano.

## Biografia
Nasceu em Giuliano, povoado de Potenza, capital da província e arcebispado, em 9 de junho de 1948. Foi o primeiro de cinco filhos.

### Formação e ministério sacerdotal
Em 20 de setembro de 1959 ingressou na Ordem dos Frades Menores Conventuais de Ravello, onde iniciou sua formação humana, espiritual, religiosa e cultural, que continuou em Nocera Inferiore, Portici, Sant'Anastasia e Roma.
Na faculdade teológica Seraphicum de Roma completou seus estudos filosóficos e teológicos, na Seção San Luigi da Pontifícia Faculdade Teológica do Sul da Itália em Nápoles obteve uma licenciatura em teologia moral e uma licenciatura em pedagogia pela Universidade Estadual de Cassino.
Em 4 de outubro de 1965 fez a profissão temporária, em Montella, e em 1 de novembro de 1971, a profissão perpétua, em Nocera Inferiore.
Em 2 de setembro de 1973 foi ordenado sacerdote em Potenza por Dom Vittorio Maria Costantini.
Depois de sua ordenação, foi destinado à Nocera Inferiore, no convento de Sant'Antonio, primeiro como vice-diretor e depois como reitor de liceus aspirantes à vida religiosa. Em 1976 foi transferido para Benevento, como diretor dos postulantes da escola secundária, até 1982. No mesmo ano, durante o capítulo provincial, foi nomeado vigário provincial e pároco guardião de Sant'Antonio in Portici. Em 1991 foi novamente enviado a Benevento como guardião e diretor dos postulantes.
Em junho de 1992 foi chamado a Roma para dirigir o Centro Missionário Nacional até 28 de abril de 1994. No mesmo ano, durante o Capítulo Provincial realizado em Nocera, foi eleito Ministro Provincial da Província de Nápoles, que inclui Campânia e Basilicata. Em 30 de abril de 1997 foi confirmado ministro provincial por mais quatro anos.

### Ministério episcopal

#### Bispo de Tursi-Lagonegro
Em 4 de novembro de 2000, o Papa João Paulo II o nomeou bispo de Tursi-Lagonegro; sucedeu Rocco Talucci, anteriormente nomeado arcebispo de Brindisi-Ostuni. Em 10 de dezembro recebeu a ordenação episcopal, no santuário da Santíssima Virgem do Rosário em Pompéia, por Dom Giovanni Battista Re (mais tarde cardeal), co-consagrando Dom Gioacchino Illiano e Arcebispo Ennio Appignanesi. Em 7 de janeiro de 2001 tomou posse da diocese.
Foi membro da Comissão Episcopal para o Clero e Vida Consagrada e membro da Comissão Mista de Institutos Episcopais-Religiosos-Seculares da Conferência Episcopal Italiana.

#### Arcebispo Metropolitano de Cosenza-Bisignano
Em 15 de maio de 2015, o Papa Francisco o nomeou arcebispo metropolitano de Cosenza-Bisignano; sucedeu Salvatore Nunnari, que renunciou devido aos limites de idade. Em 29 de junho recebeu o pálio, na Basílica de São Pedro, no Vaticano, do Papa Francisco. Em 4 de julho tomou posse da arquidiocese, na catedral de Cosenza.
Permaneceu administrador apostólico da diocese de Tursi-Lagonegro até 4 de outubro do mesmo ano.
Em 14 de fevereiro de 2016 o núncio apostólico na Itália Adriano Bernardini impôs o pálio  na catedral de Cosenza, na presença do arcebispo emérito Salvatore Nunnari, do bispo de San Marco Argentano-Scalea Leonardo Bonanno e dos vigários gerais de Cassano em Jonio e Rossano-Cariati.
Em 30 de janeiro de 2022 abriu a porta sagrada da catedral de Cosenza para iniciar as celebrações do 800º aniversário de sua consagração.
Foi membro da Comissão Episcopal para a Liturgia da CEI.
Morreu em 15 de setembro de 2022 na Policlínica Gemelli em Roma, onde estava internado desde o dia 30 de agosto anterior devido a uma doença incurável; ele tinha 74 anos.

## Outras imagens

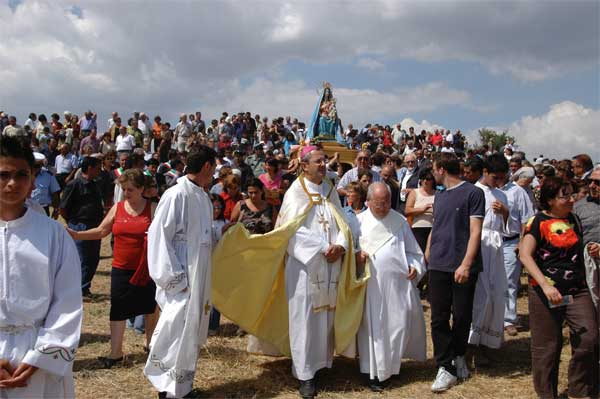
Dom Francescantonio, na procissão de Nossa Senhora de Anglona.
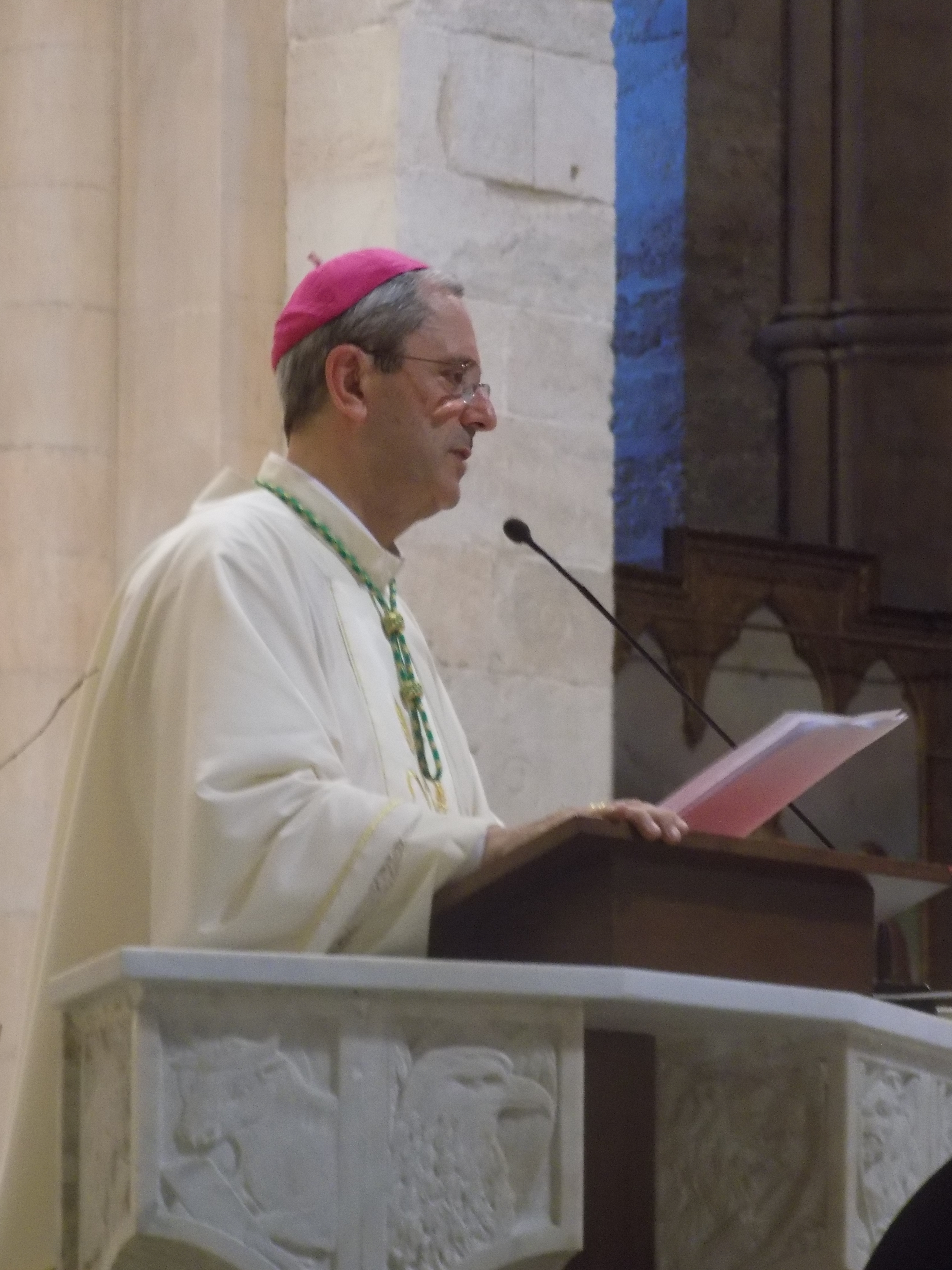
Dom Francescantonio, no dia da posse em Cosenza, em 6 de julho de 2015.

## Heráldica
| Stemma | Descrizione |
| ------ | --- |
|        | O brasão representa o "símbolo" do próprio franciscanismo, o {\displaystyle \ tau} (tau) que acolhe as duas mãos crucificadas, Cristo e São Francisco, sinal de comunhão e santidade que só pode ser alcançado se participa intensa e radicalmente da Paixão de Jesus, até à Crucificação, para gozar também do poder da ressurreição (cf. Ef 3,10); o mar e as montanhas sobre as quais se ergue o {\displaystyle \ tau} simbolizam a profundidade e a altura da presença de Deus que nos cobre, eleva, envolve e protege, mas também simboliza a morfologia de conformação rica e fascinante da diocese de Tursi -Lagonegro primeiro e depois de Cosenza-Bisignano, banhado pelo mar e salpicado de picos e colinas puros. Finalmente, as duas estrelas destacam os dois amores na vida de Mons. Nolè, as mães celestiais e terrenas, que o acompanhavam diariamente com ternura amorosa, além de todo mérito e desejo. |